# Bleu de Gex
El bleu de Gex es un queso francés de las mesetas del Alto Jura a caballo entre los departamentos de Ain (01) y de Jura (39), región del Franco-Condado. A este queso se le llama también bleu de Septmoncel o bleu du Haut-Jura. 
Posee reconocimiento como AOC desde el 20 de septiembre de 1977, teniendo denominación de origen protegida a nivel europeo por el  Reglamento (CE) n.º 1107/96 de la Comisión de 12 de junio de 1996, como «Bleu du Haut-Jura, de Gex, de Septmoncel».

## Historia
Los monjes de la Abadía de Saint-Claude (en el Jura Superior) ya lo fabricaban en el siglo XIII. Estos monjes provenían del Delfinado y traían consigo las técnicas de elaboración de queso azul.
El salado seco, que se hace a lo largo de varios días, como en el pasado, le da a la corteza y al queso su especial textura. Se le deja madurar durante, al menos, 3 semanas, aunque lo normal es que sea 2-3 meses. Durante el afinado, se inserta aire con una jeringuilla en la pasta para permitir que el moho crezca internamente. Producción: 498 toneladas en 1998 (-3,86% respecto a 1996) de los que el 100% es de leche cruda. Es obligatorio, legalmente, mostrar el logo INAO y el acrónimo, la frase 'Appellation d'Origine Contrôlée' y el nombre del queso. La palabra «Gex» está impresa en relieve sobre la corteza.

## Características
Tiene forma de barra con superficies planas y extremos generalmente convexos y un peso medio de 7,5 kg. Se trata de un queso azul dulce. Es un queso de leche de vaca raza montbéliarde o simmental, o Pie rouge de l'Est, que han pastado en las montañas del Jura, tomando hierba y flores silvestres, lo que hace que la leche tenga un sabor peculiar, un regusto a champiñones y estragón. 
Tiene 50% de materia grasa. La pasta de estos quesos es suave y color marfil. El aroma evoca los ricos pastos de montaña. Su periodo de degustación óptima es de mayo a julio, pero resulta excelente de abril a noviembre, después de una maduración de dos meses. Tradicionalmente se toma en su lugar de origen sobre patatas hervidas, pero también resulta un excelente queso de mesa. Como es más flexible y menos cremoso que otros quesos azules, es bueno también para ensalada. Se acompaña agradablemente de vinos de crianza como los oportos. Le van bien los vinos del Jura, tanto tintos como rosados, así como los tintos de Burdeos y de las Côtes du Rhône; también le va un Beaujolais joven o un borgoña fuerte, Sainte Croix du Mont.

## Denominación de origen
A nivel nacional, en Francia, el Bleu de Gex haut Jura, o también, Bleu de Septmoncel es reconocido como appellation d'origine contrôlée (AOC) desde 1935, luego confirmada por un decreto del 29 de diciembre de 1986. Desde 1996, es una denominación de origen protegida (PDO) ante la Unión Europea. A nivel internacional, cuenta con registro como denominación de origen, conforme al Sistema de Lisboa, ante la Organización Mundial de la Propiedad Intelectual, desde el 20 de diciembre de 1967.